# 옌스 레만
옌스 레만(독일어: Jens Gerhard Lehmann, 1969년 11월 10일 ~ )은 독일의 은퇴한 축구 선수이다. 샬케 04, 아스널 및 독일 축구 국가대표팀에서 뛰었던 골키퍼이다.

## 클럽 경력
레만은 1988년 샬케 04에서 선수경력을 시작하여 10년 가까이 샬케 04에서 활약하였다. 데뷔 첫 해인 1993년에는 그다지 신통치 않았는데, 특히 바이어 레버쿠젠과의 경기에서 전반 45분 동안 어이없이 3골이나 실점한 후 전반전이 끝나자마자 교체당하였을 때는 창피해서 팀 버스도 타지 못하고 전차(tram)를 타고 경기장을 떠난 일화도 있다. 그러나 서서히 뛰어난 활약을 보이기 시작하여, 샬케 04가 1997년 UEFA컵 결승에서 인테르나치오날레를 상대로 승부차기 끝에 우승을 차지할 때 맹활약을 하는 등 샬케 04의 영웅으로 떠올랐다. 이런 활약을 바탕으로 AC 밀란으로 이적하였으나 별다른 활약을 하지 못하였고, 다시 독일로 돌아와 보루시아 도르트문트에서 팀을 2001-02 시즌 분데스리가 우승으로 이끌었다. 이후 그는 잉글랜드 프리미어리그의 아스널로 이적하여 아스널의 프리미어리그 무패 우승에 기여하는 등 최고의 활약을 펼쳤다. 그는 2007-08 시즌 프리미어리그 시즌 종료 후 슈투트가르트로 이적하면서 또다시 자국내 리그 복귀를 이루었다. 그리고 2009-2010 시즌 은퇴하였으나, 2010-2011 시즌 아스널 소속으로 뛰고 있던 골키퍼들의 연이은 부상으로 인해 아르센 벵거 감독의 부탁으로 다시 아스널로 임대 복귀하였다.2011년 3월 은퇴 선언을 하였다.

## 국가대표팀 경력
1998년부터 독일 축구 국가대표팀의 일원으로 활약하였으나 주전 골키퍼로 활약은 못 하였다.
2006년 FIFA 월드컵에서 올리버 칸과 함께 주전으로 활약하였다.

## 일화
- 소속팀 아스널을 2005-06 시즌 UEFA 챔피언스리그 결승까지 이끌었으나, FC 바르셀로나와 맞붙은 결승전에서 사뮈엘 에토를 잡아채 퇴장당하며 팀의 1-2 패배를 지켜보았다. 챔피언스리그 결승전에서 퇴장당한 선수는 옌스 레만이 처음이었다.
- 독일 국가대표팀에서 동갑내기 올리버 칸에게 꽤 오랫동안 밀려 2인자의 설움을 겪었으나, 2006년 FIFA 월드컵과 UEFA 유로 2008에서 독일의 넘버 1 골키퍼로 활약하였다. 레만은 2006년 FIFA 월드컵에서 아르헨티나와의 8강전 승부차기에서 로베르토 아얄라와 에스테반 캄비아소의 킥을 막아내고 4대 2 승리를 이끌면서, 조국의 영웅으로 떠올랐으며 그 해 이탈리아와의 평가전에서 9번을[1] 달고 뛰었다.
- 아스널 시절 동료들의 승부욕을 돋우는 역할을 했다. 특히 라커룸 내의 영향력이 지대했다. 16-17시즌 웨스트브로미치 앨비언과의 경기에서 아스널이 형편없는 경기력으로 1-3패배한 뒤 앙리는 지금 아스날 선수들의 경기력과 정신상태면 자신은 라커룸에 들어갈 수도 없을 것이라고 코멘트, 승부욕이 뛰어난 레만에게 뚝배기 난타를 당했을 것이라며 실력을 떠나 위닝 멘탈리티가 부족한 현 아스날 선수들에게 일갈을 날렸다.

## 수상 내역

#### 샬케 04
- 2. 분데스리가 : 1990-91
- UEFA컵 : 1996-97

#### AC밀란
- 세리에 A : 1998-99

#### 보루시아 도르트문트
- 분데스리가 : 2001-02
- UEFA컵 준우승 : 2001-02

#### 아스널
- 프리미어리그 : 2003-04
- FA컵 : 2004-05
- 커뮤니티쉴드 : 2004
- UEFA 챔피언스리그 준우승 : 2005-06

#### 독일
- UEFA 유럽 축구 선수권 대회 : 준우승 (2008)
- FIFA 컨페더레이션스컵 : 3위 (2005)
- FIFA 월드컵 : 준우승 (2002), 3위 (2006)

### 개인
- 키커 분데스리가 올해의 팀 : 1995-96
- ESM 선정 유럽 올해의 골키퍼 : 1997, 2006
- 프리미어리그 골든 글러브 : 2003-04
- UEFA 올해의 골키퍼 : 2005-06
- FIFA 월드컵 올스타팀 : 2006